# Simon Isogaeus
Simon Isogaeus, född 1643, död 1709, var en svensk hovpredikant och riksdagsman.

## Biografi
Simon Isogaeus var son till bokhållaren Peder Rask och Bureättlingen Sara Nauclera, syster till Olaus Simonis Nauclerus, och synes ha upptagit sitt efternamn efter sin styvfar. Efter magisterexamen vid Uppsala universitet 1676 antogs Isogaeus som stabspredikant vid norska gränsen för att året därpå utnämnas till pastor primarius vid Kungliga livregementet samt legationspastor vid den av Nils Bielke upprättade ambassaden i Paris (se Svenska Sofiaförsamlingen i Paris). Isogaeus blev 1684 kungens hovpredikant för att 1693 bekläda posten som kyrkoherde i Klara församling. Han deltog i riksdagen 1697 och var medlem av sekreta utskottet.
Isogaeus är framför allt ihågkommen för sina skrifter, vilka under senare år uppmärksammats idehistoriskt av bland andra Andreas Hellerstedt i "Det rättfärdiga kriget i Simon Isogaeus 'Carla Seger-skiöld'" (2008) och dennes avhandling Ödets teater: ödesföreställningar i Sverige vid 1700-talets början (2009). I Scandia 74:1 utreder Jonas Liliequist Isogaeus uppfattning om stridsmoral och manlighet i dennes beställningsverk Carla Seger-skiöld.